# Вершинин, Борис Георгиевич
Борис Георгиевич Вершинин (1899—1953) — генерал-лейтенант Советской Армии, участник Первой мировой, Гражданской, советско-финской и Великой Отечественной войн.

## Биография

Могила Вершинина на Новодевичьем кладбище Москвы.

Борис Вершинин родился 30 июля 1899 года в Одессе. Служил в царской армии, участвовал в боях Первой мировой войны. В 1915 году Вершинин окончил Севастопольскую военно-морскую школу юнг, в 1917 году — Севастопольскую школу артиллерии унтер-офицеров флота. В 1918 году Вершинин пошёл на службу в Рабоче-крестьянскую Красную Армию. Участвовал в боях Гражданской войны.
В 1921 году Вершинин окончил Киевские артиллерийские командные курсы, в 1923 году — Высшую артиллерийскую школу, в 1930 году — Военно-техническую академию имени Ф. Э. Дзержинского. Долгое время преподавал в этой академии, а также в Военной академии механизации и моторизации РККА. Командовал автобронетанковыми войсками Ленинградского военного округа. Участвовал в боях советско-финской войны в качестве начальника автобронетанковых войск 7-й армии Северо-Западного фронта.
С июля 1940 года Вершинин служил генерал-инспектором автобронетанковых войск РККА. В начале Великой Отечественной войны был направлен на Северо-Западный фронт помощником командующего фронтом по бронетанковым и механизированным войскам.
В конце августа 1941 года в экстренном порядке занимался организацией обороны под Чудово в качестве представителя штаба Северо-Западного фронта, собирал разрозненные группы отступающих пехотных частей Красной армии и, подчинив их себе, удерживал восточный берег р.Волхов в 20 км юго-восточнее Чудово. Собранные им части получили название группа Вершинина. К 25 августа 1941 года группа Вершинина была оттеснена севернее Чудово и потеряла свое тактическое значение как боевая единица.

Записка генерал-лейтенанта Ватутина тов.Вершинину "Вам подчиняется 288 сд и все части, которые Вам удастся там собрать"

Руководил Главным бронетанковым управлением РККА. 2 декабря 1942 года Вершинину было присвоено звание генерал-лейтенанта.
Позднее Вершинин находился на преподавательской работе в Военной академии бронетанковых и механизированных войск. В 1947—1948 годах был её начальником, затем руководил Главным бронетанковым управлением, одновременно занимал должность заместителя по бронетанковой технике командующего бронетанковыми и механизированными войсками. Скончался 6 сентября 1953 года, похоронен на Новодевичьем кладбище Москвы, 4 ряд, 22 место. Здесь же  похоронена жена Вершинина Любовь Ивановна (1905-1992) — врач-офтальмолог, сотрудник Центрального института усовершенствования врачей.

## Награды
СССР
- два ордена Ленина (24.01.1944, 21.02.1945[3])
- четыре ордена Красного Знамени (1940,  21.07.1942, 03.11.1944 [3], 1949 [3])
- орден Суворова II степени (05.05.1945)
- орден Кутузова II степени (27.09.1944)
- орден Красной звезды
- Медали в том числе:
  - «XX лет Рабоче-Крестьянской Красной Армии»[1][4].
  - «За Победу над Германией в Великой Отечественной войне 1941—1945 гг.»
  - «За победу над Японией»

Других государств
- Кавалер рыцарского ордена «Виртути Милитари» (ПНР) (1945)